# کریوودول
کریوودول شهری در استان وراتسا کشور بلغارستان است که جمعیت آن در سال ۲۰۰۱ میلادی ۳٬۶۸۳ نفر بوده‌است.